# Бандуристый, Максим Захарович
Максим Захарович Бандуристый (14 мая 1918, Александровка, Жашковский район — 9 февраля 1995, Киев) — советский хозяйственный, государственный и политический деятель, генерал-лейтенант КГБ СССР.

## Биография
Родился 14 мая 1918 году в селе Александровка, Жашковский район, Черкасская области.
С сентября 1939 года — призван в РККА. Красноармеец, участник Великой Отечественной войны, политрук 768-го стрелкового полка 138-й стрелковой дивизии, участник Керченско-Феодосийской десантной операции и Керченской оборонительной операции.  В 1943 году после второго ранения был демобилизован.
Член КПСС, партийный работник, секретарь райкома ВКП(б) в г. Большой Токмак.
В органах госбезопасности с 1955 года. Заместитель начальника Управления КГБ при СМ Украинской ССР, заместитель начальника УКГБ при СМ Украинской ССР по Одесской области, 1967 – 1973 начальник УКГБ при СМ Украинской ССР по Винницкой области, 1973 – август 1978 начальник УКГБ при СМ Украинской ССР по Крымской области. 1978 – декабрь 1982 начальник УКГБ при СМ Украинской ССР по Одесской области.
Декабрь 1982 – июль 1985 начальник УКГБ Украинской ССР по городу Киев и Киевской области.
Делегат XXV и XXVI съезда КПСС.
Умер в Киеве 9 февраля 1995 года.